# 2NE1/Diskografie
Diese Diskografie ist eine Übersicht über die musikalischen Werke der Girlgroup 2NE1. Den Quellenangaben zufolge verkaufte sie bisher mehr als 66 Millionen Tonträger. Ihre erfolgreichste Veröffentlichung ist die Single I Am the Best mit mehr als 3,4 Millionen verkauften Einheiten.

## Alben

### Studioalben
| Jahr | Titel     | Höchstplatzierung, Gesamtwochen, AuszeichnungChartplatzierungen (Jahr, Titel, Platzierungen, Wochen, Auszeichnungen, Anmerkungen) | Höchstplatzierung, Gesamtwochen, AuszeichnungChartplatzierungen (Jahr, Titel, Platzierungen, Wochen, Auszeichnungen, Anmerkungen) | Höchstplatzierung, Gesamtwochen, AuszeichnungChartplatzierungen (Jahr, Titel, Platzierungen, Wochen, Auszeichnungen, Anmerkungen) | Anmerkungen                                                    |
| Jahr | Titel     | KR | JP | US | Anmerkungen                                                    |
| ---- | --------- | --- | --- | --- | -------------------------------------------------------------- |
| 2010 | To Anyone | KR1 (75 Wo.)KR | — | — | Erstveröffentlichung: 9. September 2010 Verkäufe KR: + 164.105 |
| 2014 | Crush     | KR2 (47 Wo.)KR | JP4 (8 Wo.)JP | US61 (1 Wo.)US | Erstveröffentlichung: 26. Februar 2014 Verkäufe KR: + 66.004   |

### Livealben
| Jahr | Titel                                                  | Höchstplatzierung, Gesamtwochen, AuszeichnungChartplatzierungen (Jahr, Titel, Platzierungen, Wochen, Auszeichnungen, Anmerkungen) | Höchstplatzierung, Gesamtwochen, AuszeichnungChartplatzierungen (Jahr, Titel, Platzierungen, Wochen, Auszeichnungen, Anmerkungen) | Anmerkungen                             |
| Jahr | Titel                                                  | KR | JP | Anmerkungen                             |
| ---- | ------------------------------------------------------ | --- | --- | --------------------------------------- |
| 2011 | Nolza! (1st Live Concert Album)                        | KR4 (21 Wo.)KR | — | Erstveröffentlichung: 23. November 2011 |
| 2012 | 2012 2NE1 Global Tour: New Evolution (Live in Seoul)   | KR5 (5 Wo.)KR | — | Erstveröffentlichung: 4. Dezember 2012  |
| 2014 | 2014 2NE1 World Tour Live CD (All or Nothing in Seoul) | KR5 (6 Wo.)KR | — | Erstveröffentlichung: 23. März 2014     |

### Kompilationen
| Jahr | Titel                                | Höchstplatzierung, Gesamtwochen, AuszeichnungChartplatzierungen (Jahr, Titel, Platzierungen, Wochen, Auszeichnungen, Anmerkungen) | Höchstplatzierung, Gesamtwochen, AuszeichnungChartplatzierungen (Jahr, Titel, Platzierungen, Wochen, Auszeichnungen, Anmerkungen) | Anmerkungen                             |
| Jahr | Titel                                | KR | JP | Anmerkungen                             |
| ---- | ------------------------------------ | --- | --- | --------------------------------------- |
| 2012 | Collection                           | — | JP5 (18 Wo.)JP | Erstveröffentlichung: 28. März 2012     |
| 2014 | 2NE1 Best Collection -Korea Edition- | — | — | Erstveröffentlichung: 10. Dezember 2014 |
| 2024 | Welcome Back                         | — | JP17 (1 Wo.)JP | Erstveröffentlichung: 25. Dezember 2024 |

### EPs
| Jahr               | Titel               | Höchstplatzierung, Gesamtwochen, AuszeichnungChartplatzierungen (Jahr, Titel, Platzierungen, Wochen, Auszeichnungen, Anmerkungen) | Höchstplatzierung, Gesamtwochen, AuszeichnungChartplatzierungen (Jahr, Titel, Platzierungen, Wochen, Auszeichnungen, Anmerkungen) | Anmerkungen                              |
| Jahr               | Titel               | KR | JP | Anmerkungen                              |
| ------------------ | ------------------- | --- | --- | ---------------------------------------- |
| Südkoreanische EPs |                     | | |                                          |
|                    |                     | | |                                          |
| 2009               | 2NE1 1st Mini Album | KR3 (71 Wo.)KR | JP24 (5 Wo.)JP | Erstveröffentlichung: 8. Juli 2009       |
| 2011               | 2NE1 2nd Mini Album | KR1 (78 Wo.)KR | — | Erstveröffentlichung: 28. Juli 2011      |
| Japanische EPs     |                     | | |                                          |
|                    |                     | | |                                          |
| 2011               | Nolza               | — | JP1 (15 Wo.)JP | Erstveröffentlichung: 21. September 2011 |

grau schraffiert: keine Chartdaten aus diesem Jahr verfügbar

## Singles
| Jahr | Titel Album                                 | Höchstplatzierung, Gesamtwochen, AuszeichnungChartplatzierungen (Jahr, Titel, Album, Platzierungen, Wochen, Auszeichnungen, Anmerkungen) | Höchstplatzierung, Gesamtwochen, AuszeichnungChartplatzierungen (Jahr, Titel, Album, Platzierungen, Wochen, Auszeichnungen, Anmerkungen) | Anmerkungen                                                                       |
| Jahr | Titel Album                                 | KR | JP | Anmerkungen                                                                       |
| --- | ------------------------------------------- | --- | --- | --------------------------------------------------------------------------------- |
| Südkoreanische Singles |                                             | | |                                                                                   |
| |                                             | | |                                                                                   |
| 2009 | Fire 2NE1 1st Mini Album                    | — | — | Erstveröffentlichung: 6. Mai 2009                                                 |
| 2009 | I Don’t Care 2NE1 1st Mini Album            | — | — | Erstveröffentlichung: 1. Juli 2009                                                |
| 2010 | Clap Your Hands (박수쳐) To Anyone          | KR3 (12 Wo.)KR | — | Erstveröffentlichung: 8. September 2010 Verkäufe KR: + 1.703.377                  |
| 2010 | Go Away To Anyone                           | KR1 (17 Wo.)KR | — | Erstveröffentlichung: 9. September 2010 Verkäufe KR: + 2.444.993                  |
| 2010 | Can’t Nobody To Anyone                      | KR2 (19 Wo.)KR | — | Erstveröffentlichung: 11. September 2010 Verkäufe KR: + 2.327.146                 |
| 2010 | It Hurts (Slow) (아파) To Anyone            | KR4 (17 Wo.)KR | — | Erstveröffentlichung: 31. Oktober 2010 Verkäufe KR: + 1.770.787                   |
| 2010 | Don’t Stop the Music 2NE1                   | KR29 (4 Wo.)KR | — | Erstveröffentlichung: 2010 Verkäufe KR: + 1.618.778                               |
| 2011 | Lonely 2NE1                                 | KR1 (13 Wo.)KR | — | Erstveröffentlichung: 11. Mai 2011 Verkäufe KR: + 3.040.000                       |
| 2011 | I Am the Best 2NE1                          | KR1 (16 Wo.)KR | JP— Gold (Digital Japanische Version)JP                                                                                                  | Erstveröffentlichung: 24. Juni 2011 Verkäufe KR: + 3.467.674                      |
| 2011 | Hate You 2NE1                               | KR3 (12 Wo.)KR | — | Erstveröffentlichung: 21. Juli 2011 Verkäufe KR: + 2.577.420                      |
| 2011 | Ugly 2NE1                                   | KR1 (13 Wo.)KR | — | Erstveröffentlichung: 27. Juli 2011 Verkäufe KR: + 3.239.000                      |
| 2012 | I Love You –                                | KR1 (18 Wo.)KR | — | Erstveröffentlichung: 5. Juli 2012 Verkäufe KR: + 2.777.520                       |
| 2013 | Falling in Love –                           | KR1 (10 Wo.)KR | — | Erstveröffentlichung: 8. Juli 2013 Verkäufe KR: + 885.446                         |
| 2013 | Do You Love Me –                            | KR3 (8 Wo.)KR | — | Erstveröffentlichung: 7. August 2013 Verkäufe KR: + 638.002                       |
| 2013 | Missing You –                               | KR1 (14 Wo.)KR | — | Erstveröffentlichung: 21. November 2013 Verkäufe KR: + 1.083.310                  |
| 2014 | Come Back Home (컴백홈) Crush               | KR1 (19 Wo.)KR | — | Erstveröffentlichung: 4. März 2014 Verkäufe KR: + 1.294.905                       |
| 2014 | Gotta Be You (너 아님 안돼) Crush           | KR3 (19 Wo.)KR | — | Erstveröffentlichung: 2014 Verkäufe KR: + 930.879                                 |
| 2017 | Goodbye (안녕) –                            | KR23 (4 Wo.)KR | — | Erstveröffentlichung: 4. März 2017 Verkäufe KR: + 160.000                         |
| Japanische Singles |                                             | | |                                                                                   |
| |                                             | | |                                                                                   |
| 2011 | Go Away Collection                          | — | JP12 (11 Wo.)JP | Erstveröffentlichung: 16. November 2011 Verkäufe JP: + 21.150                     |
| 2012 | Scream Collection                           | — | JP14 (3 Wo.)JP | Erstveröffentlichung: 28. März 2012 Verkäufe JP: + 7.000                          |
| 2012 | I Love You –                                | — | JP5 (5 Wo.)JP | Erstveröffentlichung: 19. September 2012 Verkäufe JP: + 15.700                    |
| Folgende Lieder erschienen nicht als Single, wurden aber durch das Album zum Download und Streaming bereitgestellt und konnten somit eine Platzierung erlangen: |                                             | | |                                                                                   |
| |                                             | | |                                                                                   |
| 2009 | Kiss To Anyone                              | KR73 (2 Wo.)KR | — | Erstveröffentlichung: 7. September 2009 Dara feat. CL; Chartplatzierungen ab 2010 |
| 2009 | You and I To Anyone                         | KR36 (15 Wo.)KR | — | Erstveröffentlichung: 2009 Bom solo; Chartplatzierungen ab 2010                   |
| 2009 | Please Don’t Go To Anyone                   | KR30 (9 Wo.)KR | — | Erstveröffentlichung: 20. November 2009 CL and Minzy; Chartplatzierungen ab 2010  |
| 2010 | Try to Follow Me (날 따라 해봐요) To Anyone | KR1 (10 Wo.)KR | — | Promo-Single                                                                      |
| 2010 | I’m Busy (난 바빠) To Anyone                | KR14 (7 Wo.)KR | — |                                                                                   |
| 2010 | Love Is Ouch (사랑은 아야야) To Anyone      | KR13 (7 Wo.)KR | — |                                                                                   |
| 2010 | I Don’t Care (Reggae Remix) To Anyone       | KR92 (1 Wo.)KR | — |                                                                                   |
| 2010 | Can’t Nobody (Englishe Version) To Anyone   | KR84 (2 Wo.)KR | — |                                                                                   |
| 2011 | Don’t Cry 2NE1                              | KR96 (1 Wo.)KR | — |                                                                                   |
| 2014 | Crush                                       | KR7 (10 Wo.)KR | — |                                                                                   |
| 2014 | If I Were You (살아 봤으면 해) Crush        | KR8 (19 Wo.)KR | — |                                                                                   |
| 2014 | Good to You (착한 여자) Crush               | KR11 (6 Wo.)KR | — |                                                                                   |
| 2014 | Happy Crush                                 | KR14 (7 Wo.)KR | — |                                                                                   |
| 2014 | MTBD (멘붕) (CL solo) Crush                 | KR15 (18 Wo.)KR | — |                                                                                   |
| 2014 | Scream Crush                                | KR17 (6 Wo.)KR | — |                                                                                   |
| 2014 | Baby I Miss You Crush                       | KR16 (5 Wo.)KR | — |                                                                                   |
| 2014 | Come Back Home (Unplugged version) Crush    | KR28 (4 Wo.)KR | — |                                                                                   |

grau schraffiert: keine Chartdaten aus diesem Jahr verfügbar

## Videoalben
| Jahr | Titel                                   | Höchstplatzierung, Gesamtwochen, AuszeichnungChartsChartplatzierungen (Jahr, Titel, Platzierungen, Wochen, Auszeichnungen, Anmerkungen) | Anmerkungen                             |
| Jahr | Titel                                   | JP | Anmerkungen                             |
| ---- | --------------------------------------- | --- | --------------------------------------- |
| 2011 | 1st Live Concert Nolza! Live in Seoul   | JP41 (4 Wo.)JP | Erstveröffentlichung: 21. Dezember 2011 |
| 2012 | 1st Japan Tour Nolza in Japan           | JP8 (7 Wo.)JP | Erstveröffentlichung: 29. Februar 2012  |
| 2012 | 2NE1 TV Season 1 Box                    | JP98 (1 Wo.)JP | Erstveröffentlichung: 28. März 2012     |
| 2012 | 2NE1 TV Season 2 Box                    | JP92 (1 Wo.)JP | Erstveröffentlichung: 28. März 2012     |
| 2013 | New Evolution Global Tour in Seoul      | JP17 (3 Wo.)JP | Erstveröffentlichung: 16. Januar 2013   |
| 2013 | 2NE1 TV Season 3 Box                    | JP74 (1 Wo.)JP | Erstveröffentlichung: 13. März 2013     |
| 2013 | New Evolution Global Tour in Japan      | JP15 (4 Wo.)JP | Erstveröffentlichung: 13. März 2012     |
| 2014 | 2014 World Tour All or Nothing in Japan | JP8 (6 Wo.)JP | Erstveröffentlichung: 10. Dezember 2014 |

## Musikvideos
| Jahr | Titel                        | Regie          |
| ---- | ---------------------------- | -------------- |
| 2009 | Lollipop (mit Big Bang)      | Seo Hyun-seung |
| 2009 | Fire (Space Version)         | Seo Hyun-seung |
| 2009 | Fire (Street Version)        | Seo Hyun-seung |
| 2009 | I Don’t Care                 | Cha Eun-taek   |
| 2010 | Try to Follow Me             | Seo Hyun-seung |
| 2010 | Clap Your Hands              | Seo Hyun-seung |
| 2010 | Go Away                      | Cha Eun-taek   |
| 2010 | Can’t Nobody                 | Seo Hyun-seung |
| 2010 | It Hurts (Slow)              | Kim Hye-jeong  |
| 2010 | Don’t Stop the Music         | Unbekannt      |
| 2011 | Lonely                       | Han Sa-min     |
| 2011 | I Am the Best                | Seo Hyun-seung |
| 2011 | Hate You                     | Mari Kim       |
| 2011 | Ugly                         | Han Sa-min     |
| 2011 | Lonely (Japanische Version)  | Han Sa-min     |
| 2011 | Go Away (Japanische Version) | Cha Eun-taek   |
| 2012 | Scream (Japanische Version)  | Unbekannt      |
| 2012 | Be Mine (Intel Project)      | Unbekannt      |
| 2012 | I Love You                   | Seo Hyun-seung |
| 2013 | Falling In Love              | Han Sa-min     |
| 2013 | Do You Love Me               | Seo Hyun-seung |
| 2013 | Missing You                  | Han Sa-min     |
| 2014 | Come Back Home               | Dee Shin       |
| 2014 | Happy                        | Han Sa-min     |
| 2014 | Gotta Be You                 | Han Sa-min     |
| 2014 | Crush (Japanische Version)   | Seo Hyun-seung |
| 2017 | Goodbye                      | DQM            |

## Statistik

### Chartauswertung
|                     | KR    | JP    | US    |
| ------------------- | ----- | ----- | ----- |
| Nummer-eins-Alben   | KR2KR | JP1JP | US—US |
| Top-10-Alben        | KR7KR | JP3JP | US—US |
| Alben in den Charts | KR7KR | JP5JP | US1US |

|                       | KR     | JP    |
| --------------------- | ------ | ----- |
| Nummer-eins-Singles   | KR9KR  | JP—JP |
| Top-10-Singles        | KR17KR | JP1JP |
| Singles in den Charts | KR33KR | JP3JP |

|                          | JP    |
| ------------------------ | ----- |
| Nummer-eins-Videoalben   | JP—JP |
| Top-10-Videoalben        | JP2JP |
| Videoalben in den Charts | JP8JP |

### Auszeichnungen für Musikverkäufe
Anmerkung: Auszeichnungen in Ländern aus den Charttabellen bzw. Chartboxen sind in ebendiesen zu finden.
| Land/RegionAuszeichnungen für Musikverkäufe (Land/Region, Auszeichnungen, Verkäufe, Quellen) | Gold  | Platin | Verkäufe | Quellen    |
| -------------------------------------------------------------------------------------------- | ----- | ------ | -------- | ---------- |
| Japan (RIAJ)                                                                                 | Gold1 | —      | 100.000  | riaj.or.jp |
| Insgesamt                                                                                    | Gold1 | —      |          |            |